# Élisabeth-Sophie de Saxe-Altenbourg
Élisabeth-Sophie de Saxe-Altenbourg (Halle, 10 octobre 1619 – Gotha, 20 décembre 1680), est une princesse de Saxe-Altenbourg, et, par son mariage, duchesse de Saxe-Gotha.
Elle est la seule fille de Jean-Philippe de Saxe-Altenbourg et d'Élisabeth de Brunswick-Wolfenbüttel.

## Biographie
À Altenbourg le 24 octobre 1636, Élisabeth-Sophie épouse son parent, Ernest Ier de Saxe-Gotha. En dot, elle reçoit 20 000 florins, qui sont promis par la ville de Roßla. Comme douaire de veuve, elle obtient les villes de Kapellendorf et Berka, avec le Gartenhaus de Weimar.
Lorsque son cousin, le duc Frédéric-Guillaume III de Saxe-Altenbourg meurt sans enfants en 1672, Élisabeth Sophie devient l'héritière de l'ensemble de la branche de Saxe-Altenbourg, sur la base du testament de son père.
Ernest Ier de Saxe-Gotha réclame la totalité de la succession de Frédéric de Saxe-Altenbourg, revendiquant d'être le plus proche parent de sexe masculin et de porter les droits de sa femme. Cependant, l'autre branche de la famille, les ducs de Saxe-Weimar, n'acceptent pas cette demande.
Enfin, Élisabeth Sophie et le fils d'Ernest reçoivent la part du lion de Saxe-Altenbourg, de l'héritage, mais une partie (un quart du duché de Saxe-Altenbourg) passe à la branche de Saxe-Weimar. Par conséquent, la ligne Ernestine de Saxe-Gotha-Altenbourg, est fondée, qui existe jusqu'en 1825.
Quand le duc Ernest meurt en 1675, ses nombreux fils divisent l'héritage (cinq huitièmes de tous les terres Ernestine) en sept parties: Gotha-Altenbourg, Cobourg, Meiningen, Römhild, Eisenberg, Hildburghausen et Saalfeld. Trois d'entre eux, Cobourg, Römhild et Eisenberg n'ont pas survécu plus d'une génération et ont été répartis entre les quatre autres lignes.
Parmi les quatre autres duchés, seulement deux branches survivent jusqu'à aujourd'hui: Meiningen et Saalfeld (qui devint plus tard la maison de Saxe-Cobourg-Gotha). Par le biais de la branche Saalfeld , Élisabeth Sophie est l'aïeule de la Famille royale britannique.
Après la mort de son mari, Élisabeth Sophie change les villes données à l'origine pour son douaire pour les villes de Reinhardsbrunn et Tenneberg. Sous le nom de "Chaste", elle a été membre du Vertueux de la Société.

## Descendance
Ernest et Élisabeth-Sophie ont dix-huit enfants:
1. Jean Ernest (Weimar, 18 septembre 1638 - Weimar, 27 novembre 1638).
2. Élisabeth-Dorothée de Saxe-Gotha (Cobourg, 8 janvier 1640 - Butzbach, 24 août 1709), mariée le 5 décembre 1666 à Louis VI, Landgrave de Hesse-Darmstadt.
3. Jean Ernest (Gotha, 16 mai 1641 - mort de la variole, à Gotha, 31 décembre 1657).
4. Christian (Gotha, 23 février 1642).
5. Sophie (Gotha, 21 février 1643 - morte de la variole, à Gotha, 14 décembre 1657).
6. Jeanne (Gotha, 14 février 1645 - morte [de la variole?] Gotha, 7 décembre 1657).
7. Frédéric Ier de Saxe-Gotha-Altenbourg (Gotha, 15 juillet 1646 - Friedrichswerth, 2 août 1691).
8. Albert de Saxe-Cobourg (Gotha, 24 mai 1648 - Cobourg, 6 août 1699).
9. Bernard Ier de Saxe-Meiningen (Gotha, 10 septembre 1649 - Meiningen, 27 avril 1706).
10. Henri de Saxe-Römhild (Gotha, 19 novembre 1650 - Römhild, 13 mai 1710).
11. Christian de Saxe-Eisenberg (Gotha, 6 janvier 1653 - Eisenberg, 28 avril 1707).
12. Dorothée-Marie de Saxe-Gotha-Altenbourg (Gotha, 12 février 1654 - Gotha, 17 juin 1682).
13. Ernest III de Saxe-Hildburghausen (Gotha, 12 juin 1655 - Hildburghausen, 17 octobre 1715).
14. Jean Philippe (Gotha, 1er mars 1657 - Gotha, 19 mai 1657).
15. Jean-Ernest de Saxe-Saalfeld (Gotha, 22 août 1658 - Berlin, 17 février 1729).
16. Jeanne Élisabeth (Gotha, 2 septembre 1660 - Gotha, 18 décembre 1660).
17. Jean Philippe (Gotha, 16 novembre 1661 - Gotha, 13 mars 1662).
18. Sophie Élisabeth (Gotha, 19 mai 1663 - Gotha, 23 mai 1663).